# Auguste Aulnette
Auguste Aulnette (Cluses, 29 ottobre 2002) è uno sciatore alpino francese.

## Biografia
Specialista delle prove tecniche originario di Saint-Jeoire-en-Faucigny e attivo dal dicembre del 2018, Auguste Aulnette ha esordito in Coppa Europa il 6 gennaio 2021 a Val-Cenis in slalom speciale (40º) e in Coppa del Mondo il 24 gennaio 2024 a Schladming nella medesima specialità, senza completare la gara; ancora in slalom speciale ha conquistato, il 19 gennaio 2025 a Berchtesgaden, il primo podio in Coppa Europa (3º). Non ha preso parte a rassegne olimpiche o iridate.

## Palmarès

### Coppa Europa
- Miglior piazzamento in classifica generale: 73º nel 2025
- 1 podio:
  - 1 terzo posto